# Aeroporto di Pevek
L'Aeroporto di Pevek-Apapel'ghino (IATA: PWE, ICAO: UHMP) conosciuto anche come aeroporto Apapel'ghino in russo Аэропорт Певек-Апапельгино? è un aeroporto civile ed anche una base aerea militare russa. È situato a 17 chilometri a nord-est della città di Pevek che appartiene al circondario autonomo della Čukotka. Pevek è il porto principale del Mare della Siberia orientale, nell'estremo oriente della Russia.
L'aeroporto di Pevek-Apapel'ghino è dotato attualmente di una pista in cemento di 2 500 m x 42 m che permette l'atterraggio e il decollo di tutti i tipi di elicotteri e degli aerei con un peso massimo fino a 100 tonnellate. Sono possibili operazioni con i seguenti velivoli: An-12, An-24, An-26, An-74, Boeing 757-200 Il-18, Il-76 con restrizioni di peso e degli aerei Тu-134, Tu-154, Tu-204, Yak-40 senza restrizioni di peso.

## Storia
Lo sviluppo degli aeroporti della zona nord orientale della Russia si può far risalire al decreto del PCUS dell'URSS che il 20 luglio 1934 avviò le basi per la realizzazione della via aerea polare artica. Nel decreto venne indicata la necessità di costruire basi aeree nell'estremo nord della Russia per consentire lo sviluppo del sempre più emergente per l'epoca mezzo aereo. La prima pista dell'aeroporto di Pevek era in realtà una strada vicino al fiume Apapel'ghino, in quella che poi sarebbe diventata la attuale sede dell'aeroporto. Nel 1936 la pista dell'aeroporto era lunga 300 metri. Era di origini naturali, anche se in seguito è stata rinforzata con cemento.
Secondo il primo direttore dell'aeroporto di Pevek,  Igor Ardamatskij, l'avvio delle attività regolari dell'aeroporto può essere fatto risalire all'agosto del 1939. Inizialmente presso lo scalo erano impiegati 6 dipendenti ed erano state installate le attrezzature necessarie alla manutenzione degli aerei Polikarpov Po-2, R-5, R-6, G-1, BR-2. Durante l'estate gli aerei atterravano in prossimità della laguna vicino a Pevek, mentre durante l'inverno veniva utilizzata la pista ghiacciata della città.
Nel 1940, con l'arrivo dei primi Lisunov Li-2 e dei primi Ilyushin Il-12, venne realizzata la pista nei pressi del fiume Apapel'ghino. Durante l'inverno gli aerei atterravano sul ghiaccio nella laguna di Pevek, ma poiché tutti gli aerei decollavano ed atterravano generalmente sovraccarichi, l'attività su questa superficie precaria era molto rischiosa. Nel 1948 la pista in cemento dell'aeroporto divenne la superficie principale utilizzata dagli aerei e nel 1949 le attività dello scalo iniziarono a svolgersi in modo più regolare. Nel 1955 venne inaugurato il volo di linea tra Pevek e Magadan.
Nel 1957 venne ammodernata la pista e il complesso aeroportuale. Nel contempo venne sviluppata la città di Apapel'ghino, dove trovavano sede tutti i servizi dell'aeroporto e le abitazioni del personale. Nel periodo tra il 1959 e il 1961, grazie alla costruzione del ponte sul fiume Apapel'ghino, venne migliorato il collegamento tra l'aeroporto e la città di Pevek, migliorando anche le condizioni della strada.

### Lo sviluppo della base militare
L'impiego militare della base ebbe un impulso negli anni sessanta con l'assegnazione di elicotteri Mil Mi-2, Mil Mi-4 e aerei Antonov An-2. Il 18 luglio 1963 la base aerea di Pevek divenne la sede della 151ª divisione dell'Aviazione Civile Čaunskij di nuova costituzione. Negli anni successivi sull'aeroporto vennero progressivamente schierati i modelli di elicotteri di nuova produzione: nel 1964 al posto degli aerei Lisunov Li-2 arrivarono i primi elicotteri Mil Mi-6. Nel 1965 la pista venne certificata per l'impiego con gli aerei Antonov An-12 e nel 1970 a Pevek vennero assegnati i primi elicotteri Mil Mi-8.

### Lo sviluppo della infrastruttura civile
Di pari passo alla evoluzione della linea di volo militare, a partire dagli anni settanta vi fu una evoluzione dei mezzi aerei impiegati per scopi civili. Nel 1974 la compagnia aerea di Pevek iniziò a impiegare i primi Yakovlev Yak-40 e nel 1980 iniziò le operazioni il primo aereo Antonov An-24.
Il 29 febbraio 1980 dopo l'ammodernamento dell'aeroporto con l'installazione dei sistemi di radionavigazione e con un nuovo impianto di luci per la pista, iniziarono i voli Mosca-Pevek della durata di circa 7 ore, operati con un Tupolev Tu-154.

### Scalo d'emergenza ETOPS
Con la fine degli anni ottanta, l'aeroporto di Pevek-Apapel'ghino ha assunto una maggiore importanza grazie alla introduzione delle normative internazionali ETOPS relative ai voli transoceanici. Secondo la normativa ETOPS, in ogni fase del volo di un aereo bimotore che sorvola tratti oceanici, devono essere disponibili aeroporti d'emergenza nel raggio di 180-207 minuti di volo. Gli aeroporti russi di Čul'man, Salechard, Noril'sk, Poljarnyj, Jakutsk, Mirnyj, Bratsk, Blagoveščensk, Irkutsk, Chatanga, Tiksi oltre a questo di Pevek, sono considerati aeroporti d'emergenza utili per soddisfare i requisiti ETOPS.
Pevek-Apapel'ghino è uno scalo d'emergenza (in inglese: Diversion airport), per gli aerei a lungo raggio con due motori (in inglese: Twinjet) quali l'Airbus A300, Airbus A310, Airbus A330, Boeing 757, Boeing 767, Boeing 777, Gulfstream V G500/G550, Gulfstream IV G350/G450 che compiono le rotte transcontinentali transpolari № 3 e № 4 dall'Asia (Hong Kong, Nuova Delhi) con destinazione l'America del Nord (New York, Vancouver).

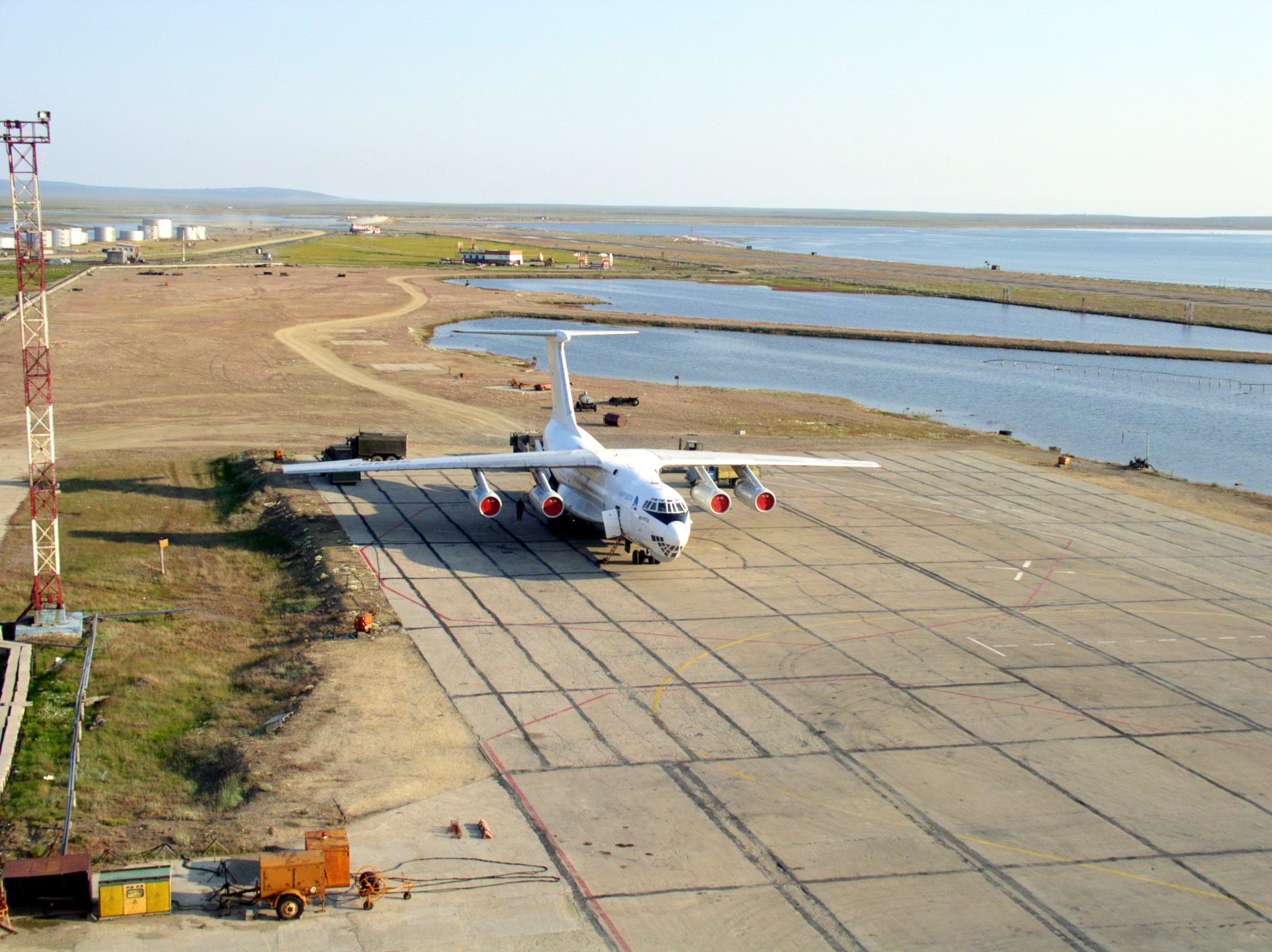
L'aeroporto in estate.

## Collegamenti con Pevek

### Bus di linea
L'aeroporto di Pevek-Apapel'ghino si trova a 17 km dal centro di Pevek ed è facilmente raggiungibile in 20-30 minuti percorrendo la strada statale Apapel'ghino-Pevek